# Велики Градац (врх)
Велики Градац је један од највиших врхова Фрушке горе висине 471 метара надморске висине. Налази се у на граници општина Беочин и Ириг у Војводини. Најближе село врху је Врдник.
Велики Градац се налази у средишњем делу Фрушке горе, а у близине њега налази се и Змајевац, познато излетиште на овој планини.